# Diclidurus albus
Diclidurus albus — є одним з видів мішкокрилих кажанів родини Emballonuridae.

## Поширення
Країни поширення: Беліз, Болівія, Бразилія, Колумбія, Коста-Рика, Еквадор, Сальвадор, Французька Гвіана, Гватемала, Гаяна, Гондурас, Мексика, Нікарагуа, Панама, Парагвай, Перу, Суринам, Тринідад і Тобаго, Венесуела. Воліють вологі місця проживання, такі як прибережні тропічні ліси, але були знайдені в порушених людиною областях, таких як плантації, вирубки і над селами. Вони є поодинокими, і як усі члени родини комахоїдні. 

## Загрози та охорона
Немає серйозних загроз для цього широко поширеного виду.